# معاهدة جدة (1927)
معاهدة جدة؛ هي معاهدة تمت بين الحكومة البريطانية ومملكة الحجاز ونجد وملحقاتها في جدة سنة 1927 م، اعترفت فيها بريطانيا بالاستقلال الكامل لتلك المملكة -والتي تغير اسمها لاحقا إلى المملكة العربية السعودية سنة 1932.

## نص المعاهدة
ونص المعاهدة كما يلي:
| معاهدة جدة (1927) | جلالة ملك بريطانيا وأيرلندا والممتلكات البريطانية من وراء البحار وإمبراطور الهند من جهة، وجلالة ملك الحجاز ونجد وملحقاتها من جهة أخرى. رغبة في توطيد العلاقات الودية السائدة بينهما، وتوثيقها وتأمين مصالحهما وتقويتها؛ قد عزما على عقد معاهدة صداقة، وحسن تفاهم. لذلك أوفد صاحب الجلالة البريطانية حضرة السير جلبرت فلكنجهام كلايتن مندوبا مفوضا عنه، وانتدب صاحب الجلالة ملك الحجاز ونجد وملحقاتها صاحب السمو الملكي الأمير فيصل بن عبد العزيز آل سعود نجله ونائبه في الحجاز مندوبًا مفوضًا عنه. بناء على ما تقدم، وبعد الاطلاع على مستندات اعتمادهما والتثبُّت من صحتها، قد اتفق سمو الأمير فيصل بن عبد العزيز وحضرة السير جلبرت فلكنجهام كلايتن على المواد الآتية: 1. (المادة الأولى) يعترف صاحب الجلالة البريطانية بالاستقلال التام المطلق لممالك صاحب الجلالة ملك الحجاز ونجد وملحقاتها. 2. (المادة الثانية) يسود السلم والصداقة بين صاحب الجلالة البريطانية، وصاحب الجلالة ملك الحجاز ونجد وملحقاتها، ويتعهد كل من الفريقين المتعاقدين بأن يحافظ على حسن العلاقات مع الفريق الآخر، وبأن يسعى بكل ما لديه من الوسائل لمنع استعمال بلاده قاعدة للأعمال غير المشروعة الموجهة ضد السلم والسكينة في بلاد الفريق الآخر. 3. (المادة الثالثة) يتعهد صاحب الجلالة ملك الحجاز ونجد وملحقاتها بتسهيل أداء فريضة الحج لجميع الرعايا البريطانيين، والأشخاص المتمتعين بالحماية البريطانية من المسلمين أسوة بسائر الحجاج، ويعلن جلالة الملك بأنهم يكونون آمنين على أموالهم وأنفسهم أثناء إقامتهم في الحجاز. 4. (المادة الرابعة) يتعهد صاحب الجلالة ملك الحجاز ونجد وملحقاتها بتسليم مخلفات من يتوفى في البلاد التابعة لجلالته من الحجاج المذكورين آنفًا، والذين ليس لهم في بلاد جلالته أوصياء شرعيون إلى المعتمد البريطاني في جدة، أو من ينتدبه لذلك الغرض؛ لإيصالها لورثة الحاج المتوفى المستحقين، بشرط أن لا يكون تسليم تلك المخلفات إلى الممثل البريطاني إلا بعد أن تتم المعاملات بشأنها أمام المحاكم المختصة وتُستوفى عليها الرسوم المقررة في القوانين الحجازية أو النجدية. 5. (المادة الخامسة) يعترف صاحب الجلالة البريطانية بالجنسية الحجازية أو النجدية لجميع رعايا صاحب الجلالة ملك الحجاز ونجد وملحقاتها، عندما يوجدون في بلاد صاحب الجلالة البريطانية، أو البلاد المشمولة بحماية جلالته، وكذلك يعترف صاحب الجلالة ملك الحجاز ونجد وملحقاتها بالجنسية البريطانية لجميع رعايا صاحب الجلالة البريطانية، ولجميع الأشخاص المتمتعين بحماية جلالته عندما يوجدون في بلاد صاحب الجلالة ملك الحجاز ونجد وملحقاتها، على أن تراعى قواعد القانون الدولي المرعي بين الحكومات المستقلة. 6. (المادة السادسة) يتعهد صاحب الجلالة ملك الحجاز ونجد وملحقاتها بالمحافظة على علاقات الود والسلم مع الكويت والبحرين ومشايخ (قطر) والساحل العماني الذين لهم معاهدات خاصة مع حكومة صاحب الجلالة البريطانية. 7. (المادة السابعة) يتعهد صاحب الجلالة ملك الحجاز ونجد وملحقاتها بأن يتعاون بكل ما لديه من الوسائل مع صاحب الجلالة البريطانية في القضاء على الاتجار بالرقيق. 8. (المادة الثامنة) على الفريقين المتعاقدين إبرام هذه المعاهدة، وتبادل قرارات الإبرام بأقرب وقت، وتصير المعاهدة نافذة اعتبارا من تاريخ تبادل قرارات الإبرام، ويعمل بها مدة سبع سنوات ابتداء من ذلك التاريخ، وإن لم يعلن أحد الفريقين المتعاقدين الفريق الآخر قبل انتهاء السنوات السبع بستة أشهر أنه يريد إبطال المعاهدة؛ تبقى نافذة، ولا تعتبر باطلة إلا بعد مضي ستة أشهر من اليوم الذي يعلن فيه أحد الفريقين إبطالها للفريق الآخر. 9. (المادة التاسعة) تعتبر المعاهدة المعقودة بين صاحب الجلالة البريطانية وصاحب الجلالة ملك الحجاز ونجد وملحقاتها في 26 ديسمبر سنة 1915 يوم كان جلالته حاكمًا لنجد وما كان ملحقا بها؛ إذ ذاك - ملغاة ابتداء من تاريخ إبرام المعاهدة. 10. (المادة العاشرة) دونت هذه المعاهدة باللغتين العربية والإنكليزية، وللنصين قيمة واحدة، أما إذا وقع اختلاف في تفسير أي قسم منها؛ فيرجع إلى النص الإنكليزي. 11. (المادة الحادية عشر) تعرف هذه المعاهدة بمعاهدة جدة. وقعت هذه المعاهدة في جدة يوم الجمعة الثامن عشر من ذي القعدة سنة 1345 هجرية الموافق 20 مايو سنة 1927. جلبرت فلكنجهام كلايتن – فيصل بن عبد العزيز آل سعود | معاهدة جدة (1927) |